# Джърсийски зоопарк
Джърсийският зоопарк, известен и като Парк на дивата природа „Джералд Даръл“ (на английски: Durrell Wildlife Park), е частен зоопарк, специализиран в отглеждането и размножаването на редки и застрашени от изчезване видове животни с цел създаване на жизнеспособни изкуствени популации на застрашените видове.
Принадлежи на Тръста за опазване на дивата природа „Джералд Даръл“. Разположен е на територията на имението Огре (Les Augrès Manor), енория Тринити на остров Джърси (Нормандски острови).
Зоопаркът е основан на 26 март 1959 г. от английския зоолог и писател Джералд Даръл като „Джърсийски зоопарк“ (на английски: Jersey Zoo). Като емблема на зоопарка Даръл избира птицата додо, птица, изтребена от човека още през XVII век. Подробно историята на зоопарка е описана от самия Джералд Даръл в книгите му „Зоологическа градина в моя багаж“ и „Хванете ми колобус“. Зоопаркът се простира на площ от 129 500 м² (32 акра). В него са събрани редки и застрашени от изчезване бозайници, птици, земноводни и рептилии. Животните обитават просторни клетки и виолери, наподобяващи по-скоро естествената среда на обитание на отделните видове, отколкото традиционните зоологически градини. Зоологическата градина е отворена всеки ден от 9:30 до 18:00 часа.
На 31 декември 2010 г. в Парка на дивата природа „Джералд Даръл“ се отглеждат 151 видове животни.